# Ева Фьолер
Ева Фьолер (на немски: Eva Völler) е германска писателка на произведения в жанра криминален роман, фентъзи, трилър, исторически роман, комедия, пътеводител, любовен роман и младежка литература.

## Биография и творчество
Родена е в град Велберт, Германия през 1956 г. Учи философия и право в Университета във Франкфурт на Майн и през 1986 г. издържа втория си държавен изпит по право. След завършване на следването си работи като съдия шест години, впоследствие е частен адвокат до 2005 г., след което се отдава изцяло на писателска дейност.
Известна е не само с истинското си име, но и с псевдонимите Шарлоте Томас, Франческа Сантини, Анне Зийверс, Паула Ренци, Зибиле Келер, Елена Сантяго, Лине Брунс и Ина Ханзен (на немски: Charlotte Thomas, Francesca Santini, Anne Sievers, Paula Renzi, Sibylle Keller, Elena Santiago, Line Bruns, Ina Hansen).
Романите на Фьолер достигат общ тираж от 1 млн. бройки и са преведени на няколко езика. За романа си „Когато пощальонът не звъни повече“ (Wenn der Postmann nicht mehr klingelt) тя е наградена през 1995 г. с Frauengeschichtenpreis (награда за жени-писателки) от издателската група Lübbe. По романа ѝ Vollweib sucht Halbbtagsmann е заснет телевизионен филм с Кристине Нойбауер в главната роля, излъчен по немската телевизия ARD през 2002 г.
Ева Фьолер живее с децата и съпруга си в град Хесен, Германия.

## Избрани произведения

### Серия „Пътуване във времето“ (Zeitenzauber)
1. Die magische Gondel (2011)
Гондолата на времето, изд. „Ибис“ (2015), ISBN 978-619-157-123-9
2. Die goldene Brücke (2013)
Златният мост, изд. „Ибис“ (2016), ISBN 978-619-157-159-8
3. Das verborgene Tor (2014)
Тайният портал, изд. „Ибис“ (2017), ISBN 978-619-157-201-4

### Серия Kiss & Crime
1. Zeugenkussprogramm (2015)
2. Küss mich bei Tiffany (2016)

- Zeugenkussprogramm Bonusstory

### Серия Time School
- Der Anfang (2017)
- Fatimas Flucht (2017)

1. Auf ewig dein (2017)
2. Auf Ewig Mein (2018)
3. Auf Ewig Uns (2018)

### Сага „Рурпот“ (Ruhrpott-Saga)
1. Ein Traum vom Glück (2020)
2. Ein Gefühl für Höffnung (2020)
3. Eine Sehsucht nach Morgen (2021)